# L'Aîné des Ferchaux (film)
Pour les articles homonymes, voir L'Aîné des Ferchaux (homonymie).
Pour plus de détails, voir Fiche technique et Distribution.
L'Aîné des Ferchaux est un film français réalisé par Jean-Pierre Melville, sorti en 1963, adaptation du roman homonyme de Georges Simenon.

## Synopsis
Contraint de renoncer à une carrière de boxeur qu'il avait un temps envisagée, un jeune homme, Michel, se fait engager comme secrétaire et garde du corps d'un vieux banquier, Dieudonné Ferchaux, contraint de quitter précipitamment la France pour fuir la justice. À New York puis à La Nouvelle-Orléans, les deux hommes apprendront à mieux se connaître tout en jouant au chat et à la souris.

## Fiche technique
- Réalisation : Jean-Pierre Melville
- Scénario : Jean-Pierre Melville, d'après le roman éponyme de Georges Simenon
- Photographie : Henri Decae
- Cadreur : Alain Douarinou
- Musique : Georges Delerue
- Son : Julien Coutellier
- Montage : Monique Bonnot
- Assistant réalisateur : Yves Boisset, Georges Pellegrin
- Scripte : Élisabeth Rappeneau
- Photographe de plateau : Raymond Voinquel
- Production : Charles Lumbroso
- Sociétés de production : Spectacles Lumbroso, Ultra Film, Sicilia Cinematografica distribué par UFA COMACICO.
- Pays d'origine :  France,  Italie
- Format : Couleur par Eastmancolor - 35 mm - 2,35:1, Franscope - Mono
- Durée : 102 minutes
- Dates de sortie : 
  - Italie : 25 septembre 1963
  - France : 2 octobre 1963
- Affiche : Jouineau Bourduge (France)

## Distribution
- Charles Vanel : Dieudonné Ferchaux
- Jean-Paul Belmondo : Michel Maudet
- Michèle Mercier : Lou, la danseuse
- Todd Martin : Jeff, le patron du bar
- Stefania Sandrelli : Angie, l'auto-stoppeuse
- André Certes : Emile Ferchaux
- Ewa Swann : Lina, la parisienne (créditée Malvina Silberberg)
- Barbara Sommers : l'amie de Lou
- E.F. Médard : Suska
- Delia Kent : la prostituée
- Andrex : M. Andréi, le manager de Michel
- Maurice Auzel : le boxeur
- Dominique Zardi : le speaker du match de boxe
- Billy Kearns : le chauffeur du poids lourd
- Pierre Leproux : un administrateur
- Charles Bayard : un administrateur
- Jerry Mengo : le banquier

## Autour du film
- C'est la 3e et dernière collaboration de Jean-Paul Belmondo avec Jean-Pierre Melville après Léon Morin, prêtre et Le Doulos. Le rôle de Michel était initialement destiné à Alain Delon mais ce dernier le refusa.
- Pour le rôle de Ferchaux, Melville voulait engager Spencer Tracy mais l'acteur était alors déjà malade et personne ne voulait l'assurer[1]. Son personnage est inspiré du milliardaire Howard Hughes qui, à la suite de déboires, disparut durant 5 années après avoir engagé un secrétaire.
- Pour le tournage, Belmondo et Vanel n'ont jamais quitté le sol français : le film a principalement été tourné aux studios Jenner, l'autoroute est en réalité celle de l'Esterel garnie de voitures américaines.
- Un jour, Melville agressa verbalement Charles Vanel plus violemment encore que d'habitude et Jean-Paul Belmondo  arracha le stetson et les lunettes noires dont s'affublait Melville en permanence puis il le poussa violemment pour qu'il tombe par terre (ou lui aurait assené un coup de poing, selon les versions). Belmondo, emmenant Vanel, quitta ensuite un tournage sur lequel ils ne revinrent jamais, obligeant Melville à terminer (mal) le film dans des conditions très difficiles[2],[3], notamment en raison d'une postsynchronisation très longue à s'achever en raison des désaccords entre le jeune acteur et le réalisateur[4].

### Revue de presse
- Yves l'Her, « L'Aîné des Ferchaux », Téléciné no 113-114, Fédération des Loisirs et Culture cinématographique (FLECC), Paris, décembre 1963-janvier 1964,  (ISSN 0049-3287)